# Cuori sotto la pioggia/Senza parlare
Cuori sotto la pioggia/Senza parlare è il settimo 78 giri inciso dal Trio Lescano, pubblicato nel 1937 dalla Parlophon e distribuito dalla C.E.T.R.A..

## Il disco
Cuori sotto la pioggia è un foxtrot scritto da Enrico Maria Chiappo per il testo e da Carlo Prato per la musica, edito dalle edizioni musicali Chiappo di Torino. Nello stesso anno il brano fu inciso da Caterina Boratto e Renzo Mori con l'orchestra di Dino Olivieri e da Crivel con Lita Manuel.
Senza parlare è uno slow-fox scritto da Marf per il testo e da Vittorio Mascheroni per la musica, edito dalle edizioni musicali Mascheroni.
In entrambe le canzoni, registrate negli studi Cetra di Torino tra il 21 e il 28 novembre 1936, il trio è accompagnato dall'Orchestra Cetra diretta da Pippo Barzizza

## Tracce
1. Cuori sotto la pioggia (testo: Enrico Maria Chiappo – musica: Carlo Prato; edizioni musicali edizioni musicali Chiappo)
2. Senza parlare (testo: Marf – musica: Vittorio Mascheroni; edizioni musicali edizioni musicali Mascheroni)

## Formazione
Orchestra Cetra diretta da Pippo Barzizza e composta da::
- Francesco Bausi: batteria
- Aldo Fanni: contrabbasso
- Gino Filippini: pianoforte
- Saverio Seracini: chitarra
- Emanuele Giudice: tromba
- Claudio Pasquali: tromba
- Michele Garabello: tromba
- Luigi Mojetta: trombone
- Beppe Mojetta: trombone
- Sergio Quercioli: clarinetto
- Domenico Mancini: clarinetto
- Cesare Estill: clarinetto
- Marcello Cianfanelli: clarinetto
- Agostino Valdambrini: violino
- Piero Filanci: violino
- Felice Abriani: violino
- Adriano La Rosa: violino